# Нери, Фатахо
Фатахо Нери (англ. Fataho Nerie; род. 12 декабря 2008) — ганский футболист, полузащитник клуба «Адуана Старз».

## Клубная карьера
Является воспитанником клуба «Адуана Старз». 11 сентября 2022 года дебютировал за основной состав клуба в матче ганской Премьер-лиги с «Хартс оф Оук». Выйдя на замену на 60-й минуте встречи, Нери стал самым молодым игроком, когда-либо выходившим на поле в официальном матче чемпионата Ганы, в возрасте 13 лет 8 месяцев и 30 дней.

## Клубная статистика
| Выступление      | Выступление      | Выступление      | Лига | Лига | Кубки | Кубки | Конт. кубки | Конт. кубки | Итого | Итого |
| Клуб             | Лига             | Сезон            | Игры | Голы | Игры  | Голы  | Игры        | Голы        | Игры  | Голы  |
| ---------------- | ---------------- | ---------------- | ---- | ---- | ----- | ----- | ----------- | ----------- | ----- | ----- |
| Адуана Старз     | Премьер-лига     | 2022/23          | 7    | 0    | 0     | 0     | 0           | 0           | 7     | 0     |
| Адуана Старз     | Итого            | Итого            | 7    | 0    | 0     | 0     | 0           | 0           | 7     | 0     |
| Всего за карьеру | Всего за карьеру | Всего за карьеру | 7    | 0    | 0     | 0     | 0           | 0           | 7     | 0     |